# すばるホール
すばるホールは大阪府富田林にある多目的ホール。常設のプラネタリウムがあり、全天周映画の上映も可能である。

## 概要
- 大ホール、小ホール、レセプションホール（控室付）、プラネタリウム、展示ホール、会議室が3室、リハーサル室、和室、音楽練習室、研修室、展示室、カルチャールーム、レストランがある。
- プラネタリウム諸元
  - 客席数は202席
  - ドーム径は20m、欠球率165度
  - 傾斜角25度の屋内型自立式シームレススクリーン
  - スペースシミュレーターGSS-Ⅱ（五藤光学研究所製）

すばるホールのプロフィール
- キャラクターは「すばる君」など7体
- 「すばるホール」は愛称ではなく正式名称である[1]。

## アクセス
- 近鉄長野線 川西駅から徒歩約8分。
- 同線 富田林駅からレインボーバス（コミュニティバス）で「すばるホール前」バス停下車すぐ（逆方向は向かいの「総合福祉会館前」バス停を利用）
- 南海高野線 金剛駅下車、南海バスで「小金台二丁目」バス停にて下車、徒歩約8分
- 国道170号（大阪外環状線）沿い（国道309号と「新家」交差点より北東へ約600m）
- 有料駐車場266台（屋内148台、屋外118台）と無料駐輪場。